# Liste du patrimoine culturel immatériel de l'humanité en Mauritanie
Cet article recense les pratiques inscrites au patrimoine culturel immatériel en Mauritanie.

## Statistiques
La Mauritanie ratifie la convention pour la sauvegarde du patrimoine culturel immatériel le 15 novembre 2006. La première pratique protégée est inscrite en 2011.
En 2024, la Mauritanie compte 8 éléments inscrits au patrimoine culturel immatériel, 7 sur la liste représentative et un sur la liste du patrimoine immatériel nécessitant une sauvegarde urgente.

## Listes

### Liste représentative
La Mauritanie compte cun élément inscrit sur la liste représentative du patrimoine culturel immatériel de l'humanité :
| Élément                                                                                            | Type | Subdivision | Année | Lien  | Notes | Illus. |
| -------------------------------------------------------------------------------------------------- | --- | ----------- | ----- | ----- | --- | ------ |
| Les connaissances, savoir-faire, traditions et pratiques associés au palmier dattier               | connaissances et pratiques concernant la nature et l'univers savoir-faire liés à l'artisanat traditionnel |             | 2019  | 01509 | Partagé avec l'Arabie saoudite, Bahreïn, l'Égypte, aux Émirats arabes unis, l'Irak, la Jordanie, le Koweït, le Maroc, Oman, la Palestine, le Qatar, le Soudan, la Tunisie et le Yémen            |        |
| Les savoirs, savoir-faire et pratiques liés à la production et à la consommation du couscous       | pratiques sociales, rituels et événements festifs                                                         |             | 2020  | 01602 | Partagé avec l'Algérie, le Maroc et la Tunisie |        |
| La calligraphie arabe : connaissances, compétences et pratiques                                    | pratiques sociales, rituels et événements festifs savoir-faire liés à l’artisanat traditionnel            |             | 2021  | 01718 | Partagé avec l'Arabie saoudite, l'Algérie, Bahreïn, l'Égypte, les Émirats arabes unis, l'Irak, la Jordanie, le Koweït, le Liban, le Maroc, Oman, la Palestine, le Soudan, la Tunisie et le Yémen |        |
| Les arts, savoir-faire et pratiques associés à la gravure sur métaux (or, argent et cuivre)        | savoir-faire liés à l'artisanat traditionnel                                                              |             | 2023  | 01951 | Partagé avec l'Algérie, l'Arabie saoudite, l'Égypte, l'Irak, le Maroc, la Palestine, le Soudan, la Tunisie et le Yémen                                                                           |        |
| Mahadra, système communautaire de transmission des savoirs traditionnels et des expressions orales | traditions et expressions orales                                                                          |             | 2023  | 01960 | |        |
| L'épopée Samba Gueladio                                                                            | traditions et expressions orales                                                                          |             | 2024  | 01692 | |        |
| Le henné : rituels, esthétique et pratiques sociales                                               | pratiques sociales, rituels et événements festifs savoir-faire liés à l'artisanat traditionnel            |             | 2024  | 02116 | Partagé avec l'Algérie, l'Arabie saoudite, Bahreïn, l'Égypte, les Émirats arabes unis, l'Irak, la Jordanie, le Koweït, le Maroc, Oman, la Palestine, le Qatar, le Soudan, la Tunisie et le Yémen |        |

### Patrimoine immatériel nécessitant une sauvegarde urgente
L'élément suivant est inscrit sur la liste du patrimoine immatériel nécessitant une sauvegarde urgente :
| Élément                   | Type                             | Subdivision | Année | Lien  | Notes | Illus. |
| ------------------------- | -------------------------------- | ----------- | ----- | ----- | ----- | ------ |
| L'épopée maure T’heydinne | traditions et expressions orales |             | 2011  | 00524 |       |        |

### Registre des meilleures pratiques de sauvegarde
La Mauritanie ne compte aucune pratique listée au registre des meilleures pratiques de sauvegarde.